# J3リーグハイライト
J3リーグハイライト（ジェイスリーリーグ・ハイライト）は、2014年3月9日から2016年11月20日まで放送されていたスカパー!制作のJ3リーグ試合結果速報番組である。

## 概要
2014年に開幕したJ3リーグについて、スカパー!は「J3リーグオフィシャルブロードキャストパートナー」として注目試合を年10試合程度生中継するが、当番組ではそれを含むリーグ戦全試合について、試合当日の夜に詳細な試合の概況を届ける。また「ピックアップJ3」として毎回1チームを取り上げ、各クラブの特徴やホームタウンについての紹介など、J3リーグの試合内外の様々な魅力を探りながら紹介していく。
J1、J2を題材とする「Jリーグマッチデーハイライト」（スピンオフの「速報 Jリーグゴールハイライト」含む）の姉妹番組であるが、双方の番組は制作体勢を含めて明確に区別されており、セットはリビング風のものが用意され、公式サイトも「マッチデーハイライト」とは別のものが用意されている。
スカパー！のJリーグ放映権が2016年シーズン限りとなることを受けて、2016年11月20日をもって事実上の最終回となった。尚最終回時点では2017年シーズン以降のJリーグ放映権についての詳細が発表されていなかったこともあり11月20日の番組内で司会の井本が「また、来年会いましょう」と発言する一幕があった。
本番組終了後2017年5月26日のスカサカ!ライブで天皇杯特集という形ではあるが井本がAC長野パルセイロの練習にお邪魔する内容が放送された。

## 放送時間
J3開催日（複数日開催の場合はその最終日）の22時から50分間
- J1/J2開催日には「Jリーグマッチデーハイライト」の終了後に放送されるため、放送開始時間が繰り下がる。リピート放送あり。
- 番組で使用したハイライト映像については後日ナレーション抜きでスカパー!公式サイトの埋め込み動画として、またスカパー!のYouTubeチャンネルで公開している。

## 放送チャンネル
- スカチャン1（スカチャン0/2で放送の場合あり）

### 視聴できるセット
- JリーグMAX（スカパー!）
- JリーグMAXプレミアム（スカパー!プレミアムサービス）
- J2プレミアム（スカパー!、スカパー!プレミアムサービス）
- Jリーグオンデマンド（スカパー!オンデマンド　上記セット加入者は無料視聴可能。非加入者は有料で視聴可能）

## 出演
- 司会：井本貴史（ライセンス）
- コメンテーター：スカパー!サッカー解説者（各節1名）

  - 都並敏史
  - 秋田豊
  - 清水範久
  - 水沼貴史
  - 羽中田昌（2014年度）
  - 佐藤悠介
  - 足達勇輔（2015年度）
  - 小針清允（2015年度）
- ナレーター
  - ノーパンチ松尾（ザ・パンチ） - 2代目天の声（2015年度のみ）
  - 金本涼輔 - 初代天の声、2015年シーズン以降は試合のハイライトナレーションを担当
  - 阿座上洋平 - ピックアップJ3ナレーションを担当